# Grafitis en conventos novohispanos

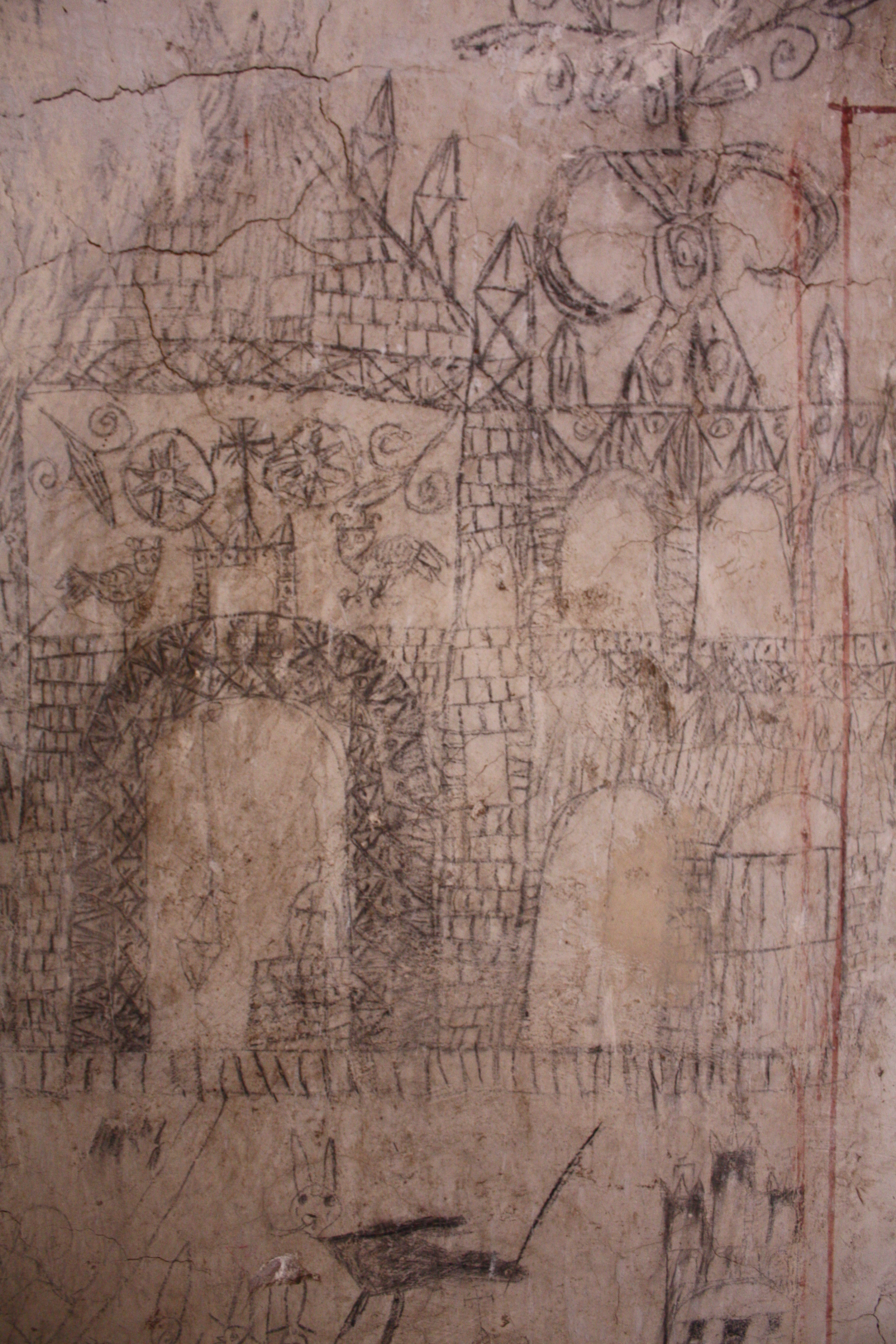
Grafiti que describe la escena de una batalla de en Templo y exconvento de San Nicolás de Tolentino (Actopan), Hidalgo.

Los Grafitis en conventos novohispanos son dibujos grabados en las paredes de diversos conventos de México, algunos producidos durante el periodo colonial y otros en etapas posteriores. Este tipo de manifestaciones se encuentran ocultas o pasan desapercibidas en rincones o a los pies de obras murales plasmadas en las paredes de distintos exconventos de México del periodo novohispano, principalmente en conventos del Estado de Hidalgo, como los de Actopan y Tepeapulco.

## Sobre los grafitis
Elías Rodríguez Vázquez y Pascual Tinoco Quesnel señalan que existen diferentes conceptos de lo que es un grafiti, por lo que plantean definiciones a partir de diversas fuentes, una de ellas es la del Diario Enciclopédico Universal, en el que se menciona el grafiti desde la arqueología, como inscripciones y dibujos realizados en muros antiguos. También está la definición del Instituto Nacional para la Investigación de los Adultos, la cual relaciona los grafitis como plural de la voz italiana graffito (garabato), usado para hablar de un dibujo o inscripciones realizadas en muros y paredes de edificios. 
Los grafitis suelen ser considerados como una manifestación del arte popular; y más adelante se les agrupó dentro del arte urbano. Actualmente hay grupos que lo consideran un arte consolidado, al igual que para algunos profesionales en esta materia, que lo consideran como un medio para transmitir pensamientos, ideas o por el cual pueden darse a conocer quienes los crean. Esto podría ser la razón por la cual fueron realizados los grafitis encontrados en conventos novohispanos, realizados con la finalidad de dejar un registro de esa época o una expresión de ideas.
La idea de los grafitis ha ido cambiando con el paso del tiempo pues en la época medieval estas prácticas eran generalmente toleradas y en muchos casos incluso ignoradas, por lo que podían irse sumando a los elementos decorativos de las edificaciones. En el Renacimiento esta idea comienza a cambiar ya que dichas expresiones comienzan a realizarse en forma de protesta, de queja a las autoridades a lo que se enfrentan de una manera oculta y clandestina.

## Grafitis novohispanos
Se tratan de grabados y figuras que fueron pintadas de manera clandestina por distintos autores anónimos, que se han convertido en un registro de más de cuatro siglos de antigüedad. Se considera que las personas que realizaron estos trazos pudieron habitar el convento; ya fueran religiosos, personas que estaban de paso, maestros pirotécnicos, etc.
De acuerdo a los arqueólogos Rodríguez Vázquez y Pascual Tinoco Quesnel, en distintos conventos del Estado de México, Morelos, Hidalgo y Chiapas, se encuentran ocultos grafitis que representan desde momentos de la vida cotidiana, hasta costumbres o rituales, así como rutas, caminos, construcciones y episodios de personas de la época novohispana.
Sobre la datación de los grafitis, resulta difícil establecer las fechas en las que fueron creados. Sin embargo, hay hipótesis a partir de las evidencias que muestran los mismos grafitis. En el caso de Ixmiquilpan, se encuentra inscrita tres veces la fecha de 1597. En Actopan, hay una inscripción que dice “a 7 de agosto el primer dia [sic] 1620 en las letrinas de la iglesia aún”. Y aunque estas no sean específicamente las fechas en las que fueron realizados los grafitis, las grafías muestran similitudes con las de los documentos de esa época. En el caso de Tepapulco, se usó la misma pintura en los grafitis que en los murales de la época.
Uno de los casos más conocidos se encuentra en el convento de Tepeapulco, Hidalgo, como se consigna en el libro Graffitis Novohispanos de Tepeapulco, Siglo XVI de Rodríguez Vázquez y Pascual Tinoco Quesnel, quienes realizan una investigación basada en estos grabados y figuras, que representan grafitos y clasifican las figuras encontradas en este convento.
Por otro lado, en Tula y Zempoala, lugares que de igual forma son considerados fuente de estudio referente a grafitis novohispanos.

### Grafitis del convento de Tepeapulco
Algunos de los grafitis realizados en este sitio durante la época novohispana fueron realizados con la ayuda de objetos punzocortantes, los cuales recrean desde fiestas rituales, como lo es el corpus Christi, caballos, toreros, palos, voladores, castillos pirotécnicos, procesiones de santos y vírgenes, hasta temas como ejecuciones a causa de brujería. Sin embargo también se encuentran dentro de sus representaciones a soldados españoles, seres fantásticos, entre otros.

#### Descripción de temas de encontrados

##### Las fiestas
Basadas en la conmemoración de los santos patronos, de las fiestas realizadas en Tepeapulco, por lo que dentro de sus grafitis, se encuentran representaciones como el 4 de octubre, día de San Francisco de Asís, Jueves de Corpus Christi, Semana Santa, entre otras representaciones. Dentro de los elementos encontrados que pueden ser la representación del Corpus Christi se encuentra la danza del volador, gigantes, mojigangas y el santísimo.

##### Arquitectura
Se encuentran representaciones de iglesias, castillos, arcos, escaleras, garitones, columnas, entre otros, y en estos grafitis se pueden encontrar influencias de estilos como el gótico, árabe y románico.

##### Tauromaquia
Considerada dentro de las celebraciones más importantes, ya que se encuentran representaciones de algunos toreros junto al toro.

##### Sirenas, Tláloc y peces
En el exconvento se encuentran representaciones de animales, dioses y seres sobrenaturales acuáticos. Se pueden observar imágenes como un pez, el cual es similar a los dibujos de peces que se encuentran en el Códice Florentino. Por otro lado un Tláloc, un dios acuático azteca, al igual que la representación de una sirena, la cual está ubicada junto a Tláloc y el pez, relacionados por el agua.

##### Diablos
Representados por medio de diablillos traviesos, los cuales parecen caminar por la cuerda floja, otros incitando al amor y al sexo a una pareja de enamorados. Se representan demonios como en un imaginario medieval señalando la figura satánica en los diablillos con cierta actitud chusca. Por otro lado se encuentran representaciones de una relación sexual asediada por diablillos.

##### Brujas
Se representan brujas al momento en que serán ejecutadas, castigo el cual era impuesto por la Santa Inquisición a todos aquellos que eran contrarios al orden católico.

##### Tamemes
En el exconvento de Tepeapulco se encuentran representados un par de tamemes (hombre y mujer cargando a mecapal).

##### Pirotecnia
Se encuentran en las paredes del monasterio y desde la puerta principal en donde se encuentra un gigantesco grafiti, en donde se puede observar un castillo pirotécnico que parece tener forma de pirámide, al igual que encuentran otras representaciones pero en menor proporción. Algunos de ellos haciendo referencia a las fiestas celebradas como el Corpus Christi. Se trata de un castillo pirotécnico de tipo "Pirámide Azteca".

##### Palo Volador
El palo utilizado tradicionalmente por los 'voladores de Papantla', representado en gran cantidad de ocasiones; resaltando la importancia de esta danza al igual que los elementos de la misma.

### Grafitis del convento de Tula
En el interior del exconvento de Tula existen diversos grafitis de distintas épocas. En la torre principal hay una serie de grafitis realizados en la época colonial. Ahí se puede observar un semicírculo, realizado posiblemente con un compás; una fachada de una iglesia delineada con varios elementos distinguibles.
Sin embargo, también hay una sección en donde se encuentran grafitis más recientes, probablemente realizados por soldados cristeros, siendo esta la mayor representación encontrada en sus paredes. Considerando que la guerra cristera tuvo un periodo de 1926 a 1929, siendo un asentamiento entre creyentes y militares durante el gobierno de Plutarco Elías calles. Dejando paso o evidencia del mismo por medio de los grafitis plasmados en esta iglesia. Sin embargo en otras de las representaciones se encuentras algunos tipos de plantas, las cuales se consideran podrían ser flores las cuales eran observadas a los alrededores del exconvento.

### Grafitis del convento y acueducto de Zempoala
En 1978, Silvia Blanco y Gustavo Manrique se encontraban haciendo un trabajo de restauración en la torre del templo del Convento de Todos los Santos, ahí encontraron grafitis del siglo XVI, los cuales fueron registrados y publicados. Algunos de los grafitis encontraron eran representaciones del juego del Volador, así como de otras figuras. Los grafitis fueron grabados en la piedra de la torre con algún objeto punzante sobre el aplanado de cal. En el caso del grafiti de los voladores, tiene una altura de 54 centímetros.
Por otro lado, también en Zempoala, durante el año 1543 inicia la construcción del Acueducto del Padre Tembleque, la cual se considera obra de ingeniería hidráulica más importante durante el virreinato de la Nueva España. En toda la ruta del acueducto, se encontraron grafitis en sus paredes, con representaciones católicas e indígenas.
Tanto en Tula como en Zempoala se observan algunas representaciones en común entre las que se encuentran grafitis de trazos de iglesias, puntos y figuras geométricas líneas y fechas.

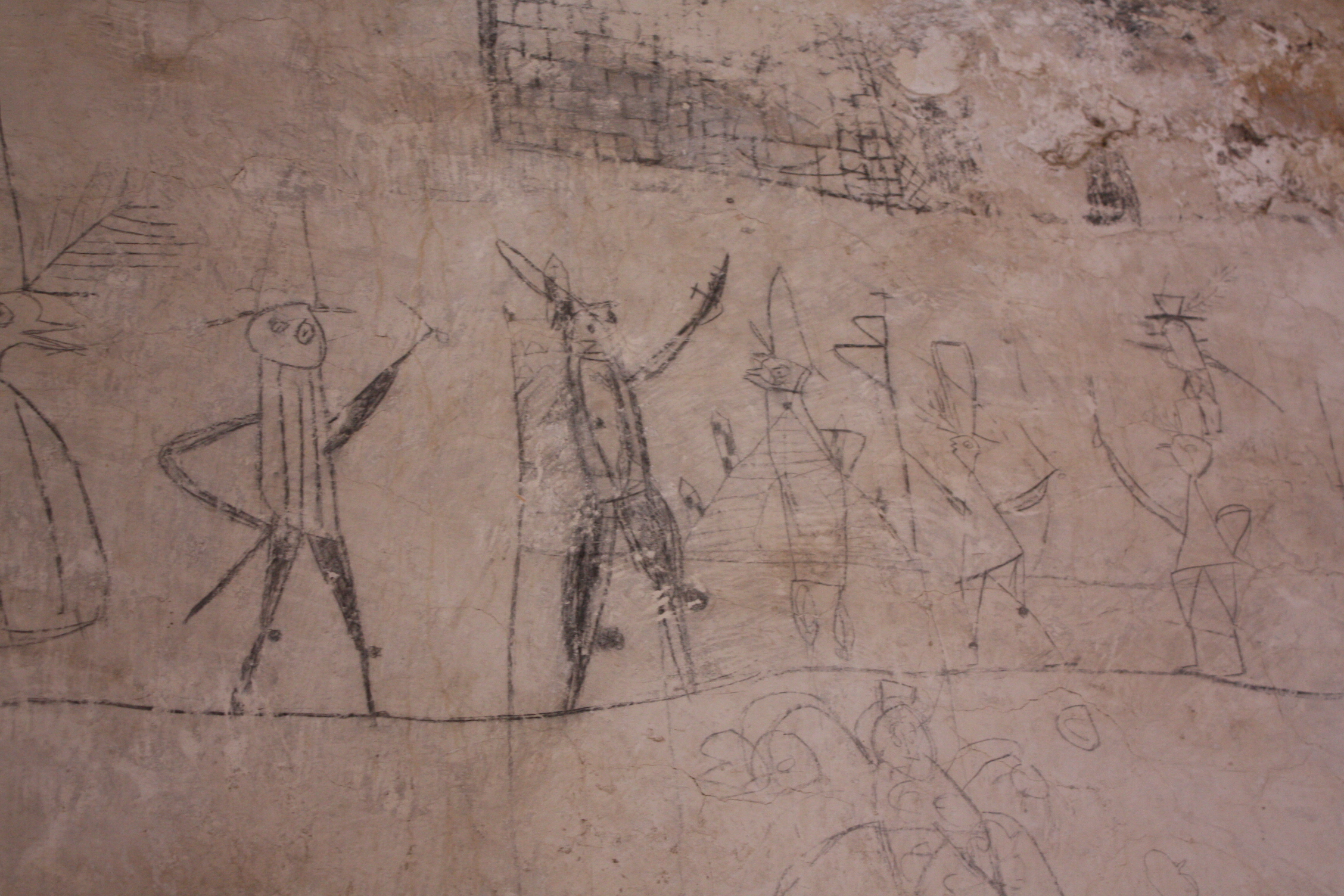
Grafitis que representan personajes en las letrinas del exconvento de Actopan.

### Grafitis del convento de Actopan
En el Exconvento de Actopan, Alessandra Russo describe diferentes grafitis, principalmente encontrados en las letrinas del convento. Las letrinas donde se han encontrado los grafitis se encuentran en la planta alta, y están compuestos por un inodoro y una celda, anteriormente separadas. A lo largo de las seis paredes del inodoro y de la celda, se encuentran una serie de dibujos que podrían conectar una narrativa a través de personajes. Esto hace que posiblemente hayan sido realizados por un solo autor, aunque también hay caracteres extra que pudieron haber sido añadidos tiempo después.